# Tsang (Ebebda)
Pour les articles homonymes, voir Tsang.
Tsang est une localité de la région du Centre au Cameroun, située dans la commune d'Ebebda et le département de la Lekié.

## Population
En 1965 Tsang comptait 257 habitants, principalement des Manguissa.
Lors du recensement de 2005, ce nombre s'élevait à 439.